# فيليكس فلوريس
فيليكس فلوريس (29 يناير 1976 في الولايات المتحدة - ) هو ملاكم بورتوريكي.

## وصلات خارجية
- فيليكس فلوريس على موقع بوكس ريك (الإنجليزية) (registration required)